# قائمة الدول حسب اللغات المحكية
تتضمن القوائم التالية دول العالم مصنفة حسب اللغات المتحدثة (وليس الرسمية) فيها

## لغات أفريقية آسيوية

### لغات سامية

#### اللغة العربية
طالغ أيضاً قائمة دول تعتبر العربية لغة رسمية
- أفريقيا

انتشار اللغة العربية كلغة رسمية (باللون الأخضر) وكونها لغة محكية مع لغات أخرى (باللون الأزرق)

  -  الجزائر الجزائر (لغة رسمية مع اللغة الأمازيغية)
  -  فلسطين فلسطين (لغة رسمية)
  -  جزر القمر (لغة رسمية ثانية مع اللغة الفرنسية)
  -  تشاد (لغة رسمية ثانية مع اللغة الفرنسية)
  -  جيبوتي (لغة رسمية ثانية مع اللغة الفرنسية)
  -  مصر (اللغة الرسمية)
  -  إريتريا (لغة رسمية ثانية مع اللغة التغرينية)
  -  ليبيا (اللغة الرسمية)
  -  موريتانيا (اللغة الرسمية)
  -  المغرب (لغة رسمية ثانية مع اللغة الأمازيغية)
  -  الصومال (لغة رسمية ثانية مع اللغة الصومالية)
  -  السودان (اللغة الرسمية)
  -  تونس (اللغة الرسمية)
  -  الصحراء الغربية
- آسيا
  -  البحرين (اللغة الرسمية)
  -  العراق (لغة رسمية)
  -  فلسطين (لغة رسمية ثانية مع اللغة العبرية)
  -  الأردن (اللغة الرسمية)
  -  الكويت (اللغة الرسمية)
  -  لبنان (اللغة الرسمية)
  -  سلطنة عمان (اللغة الرسمية)
  -  فلسطين (اللغة الرسمية)
  -  قطر (اللغة الرسمية)
  -  السعودية (اللغة الرسمية)
  -  سوريا (اللغة الرسمية)
  -  الإمارات العربية المتحدة (اللغة الرسمية)
  -  اليمن (اللغة الرسمية)
  -  إيران (لغة إقليمية)
  -  أفغانستان (لغة إقليمية\دينية)
  -  الفلبين (لغة اختيارية مع اللغة الإسبانية)
- أوروبا
  -  فرنسا (أقلية)
  -  ألمانيا (أقلية)
  -  إيطاليا (أقلية)
  -  هولندا (أقلية)
  -  إسبانيا (أقلية)
  -  السويد (أقلية)
  -  تركيا (أقلية ذات أهمية)
  -  المملكة المتحدة (أقلية)
- أوقيانوسيا
  -  أستراليا (أقلية)
- أمريكا الشمالية
  -  الولايات المتحدة (أقلية ذات أهمية)[1]
  -  كندا (أقلية)
- أمريكا الجنوبية
  -  الأرجنتين (أقلية المهاجرين من لبنان)
  -  البرازيل (أقلية، طالع عرب البرازيل)
- لغة مقدسة في الإسلام

#### لغة عبرية
- إسرائيل (لغة رسمية)
- لغة مقدسة في اليهودية

#### اللغة المالطية
- مالطا (اللغة الرسمية)

## لغات هندية أوروبية

### لغة ألبانية
- ألبانيا (اللغة الرسمية)
- اليونان (أقلية)
- إيطاليا (أقلية)
- كوسوفو (لغة رسمية ثانية مع اللغة الصربية)
- الجبل الأسود (لغة إقليمية معترف بها، لغة رسمية ثانية في بلدية أولتسي  [لغات أخرى]‏ وTuzi)
- مقدونيا (أقلية)
- صربيا (لغة إقليمية معترف بها، لغة رسمية ثانية في Preševo وميدفيدا وبويانوفاتس)
- سويسرا (أقلية)
- تركيا (أقلية)

### لغة أرمنية
- أرمينيا (اللغة الرسمية)
- فرنسا (أقلية)
- البرازيل (أقلية)
- الأرجنتين (أقلية)
- المملكة المتحدة (أقلية)
- إسبانيا (أقلية)
- اليونان (أقلية)
- إيران (أقلية)
- جورجيا (ذات أقلية هامة)
- روسيا (أقلية)
- الولايات المتحدة (أقلية)
- لبنان (أقلية)
- سوريا (أقلية)
- قبرص (أقلية)
- تركيا (أقلية)

### لغات بلطيقية

#### لغة لاتغالية
- لاتفيا (لغة غير رسمية، في منطقة لاتغاليا)
- روسيا (أقلية ذات أهمية في سيبيريا)

#### لغة لاتفية
- لاتفيا (اللغة الرسمية)

#### لغة لتوانية
- لاتفيا (أقلية)
- ليتوانيا (اللغة الرسمية)
- بولندا (أقلية، أغلبية في منطقة Puńsk)

### لغات كلتية

خريطة الشعوب الكلتية

#### لغة بريتانية
- فرنسا (لغة أقلية في بريتاني، لكنها لغة غير رسمية)

#### لغة كورنية
- المملكة المتحدة (لغة أقلية في  Cornwall، لكنها لغة غير رسمية)

#### لغة أيرلندية
- أيرلندا (لغة رسمية ثانية مع اللغة الإنجليزية)
- المملكة المتحدة (أقلية ولغة رسمية في شمال إيرلندا)
- الولايات المتحدة (أقلية)

#### لغة مانكس
- جزيرة مان (أقلية)

#### لغة غيلية اسكتلندية
- كندا (أقلية فينوفا سكوشا)
- اسكتلندا (أقلية ذات أهمية في اسكتلندا)
- الولايات المتحدة (أقلية)

#### لغة ويلزية
- الأرجنتين (أقلية ذات أهمية في تشوبوت (محافظة))
- ويلز (يتحدث بها حوالي 20% من سكان ويلز [2] وهي لغة رسمية ثانية مع اللغة الإنجليزية)
- الولايات المتحدة (أقلية)

### لغات جرمانية

#### لغة أفريقانية
- جنوب أفريقيا (لغة رسمية ثانية مع عشر لغات أخرى في جنوب أفريقيا
- ناميبيا (not لغة رسمية)
- الولايات المتحدة (أقلية)
- هولندا (أقلية)
- المملكة المتحدة (أقلية)
- ألمانيا (أقلية)
- بلجيكا (أقلية)
- أستراليا (أقلية)
- الأرجنتين (أقلية)

#### لغة ألزاسية
- فرنسا (لغة إقليمية في ألزاس)

#### لغة دنماركية
- الدنمارك (اللغة الرسمية)
- ألمانيا (في شليسفيغ هولشتاين، لغة رسمية معترف بها)
- جزر فارو (لغة رسمية ثانية مع لغة فاروية)
- غرينلاند (أقلية)
- آيسلندا (أقلية)

#### لغة هولندية
- أوروبا
  -  هولندا (اللغة الرسمية)
  -  بلجيكا (لغة رسمية ثانية مع اللغة الفرنسية واللغة الألمانية)
  -  فرنسا (في فلاندرز الفرنسية)
  -  ألمانيا (في مقاطعة الراين الأسفل)
- أمريكا الجنوبية
  -  سورينام (اللغة الرسمية)
  -  أروبا (لغة رسمية ثانية مع بابيامنتو)
  -  كوراساو (لغة رسمية ثانية إلى جانب اللغة الإنجليزية وبابيامنتو)
  -  سينت مارتن (لغة رسمية ثانية مع اللغة الإنجليزية)
  -  غويانا الفرنسية (رسمية غير رسمية، يتحدث بها سكان سان لوران دو ماروني)

#### اللغة الإنجليزية
طالع أيضاً قائمة الدول حيث الإنجليزية هي لغة رسمية

##### حسب الدول
- أفريقيا
  -  بوتسوانا (لغة رسمية ثانية مع لغة تسوانا)
  -  الكاميرون (لغة رسمية ثانية معاللغة الفرنسية)
  -  غامبيا (اللغة الرسمية)
  -  غانا (اللغة الرسمية)
  -  كينيا (لغة رسمية ثانية إلى جانب لغة سواحلية)
  -  ليسوتو (لغة رسمية ثانية إلى جانب لغة سوذو)
  -  ليبيريا (اللغة الرسمية)
  -  مالاوي (اللغة الرسمية)
  -  موريشيوس (اللغة الرسمية)
  -  ناميبيا (اللغة الرسمية)
  -  نيجيريا (اللغة الرسمية)
  -  رواندا (لغة رسمية ثانية مع لغة كينيارواندا واللغة الفرنسية)
  -  سيشل (لغة رسمية ثانية مع اللغة الفرنسية ولغة كريولية سيشيلية)
  -  سيراليون (اللغة الرسمية)
  -  جنوب أفريقيا (لغة رسمية ثانية إلى جانب عشر لغات أخرى في جنوب أفريقيا
  -  جنوب السودان (اللغة الرسمية)
  -  سوازيلاند (لغة رسمية ثانية مع لغة سواتي)
  -  أوغندا (لغة رسمية ثانية إلى جانب لغة سواحلية)
  -  زامبيا (اللغة الرسمية)
  -  زيمبابوي (اللغة الرسمية)
- أمريكيتان
  -  أنتيغوا وباربودا (اللغة الرسمية)
  -  جزر البهاما (اللغة الرسمية)
  -  باربادوس (اللغة الرسمية)
  -  بليز (اللغة الرسمية)
  -  كندا (لغة رسمية، أنظر إنجليزية كندية)
  -  دومينيكا (اللغة الرسمية)
  -  غرينادا (اللغة الرسمية)
  -  غيانا (اللغة الرسمية)
  -  جامايكا (لغة رسمية، أنظر اللغة الإنجليزية الجامايكية)
  - قالب:KNA/شرح (اللغة الرسمية)
  -  سانت لوسيا (اللغة الرسمية)
  -  سانت فينسنت والغرينادين (اللغة الرسمية)
  -  ترينيداد وتوباغو (اللغة الرسمية)
  -  الولايات المتحدة (de facto، أنظر إنجليزية أمريكية)
- آسيا
  -  الهند (لغة رسمية ثانية مع 21 لغة رسمية أخرى معتمدة في الهند)
  -  لبنان (أقلية ذات أهمية)
  -  باكستان (لغة رسمية ثانية مع لغة أردوية)
  -  الفلبين (لغة رسمية ثانية مع اللغة الفلبينية، ولغات أخرى إقليمية لغة رسمية [3])
  -  سنغافورة (لغة رسمية ثانية مع لغة تاملية، مندرين معيار، ولغة ملايو)
  -  سريلانكا (لغة رسمية ثانية)
  -  ماليزيا (لغة رسمية ثانية مع اللغة التاميلية، مندرين معيار، ولغة ملايو)
  -  بروناي (لغة رسمية ثانية مع مندرين معيار، ولغة ملايو)
- أوروبا
  -  جمهورية أيرلندا (لغة رسمية ثانية مع لغة أيرلندية، أنظر الإنجليزية الأيرلندية)
  -  مالطا (لغة رسمية ثانية مع لغة مالطية)
  -  المملكة المتحدة (لغة رسمية ثانية مع لغة ويلزية، أنظر إنجليزية بريطانية)
- أوقيانوسيا
  -  أستراليا (de facto، see إنجليزية أسترالية)
  -  فيجي (لغة رسمية ثانية مع لغة فيجية واللغة الهندوستانية)
  -  كيريباتي (لغة رسمية ثانية مع لغة كيريباتية)
  -  جزر مارشال (لغة رسمية ثانية مع لغة مارشالية)
  -  ولايات ميكرونيسيا المتحدة
  -  ناورو (de facto)
  -  نيوزيلندا (لغة رسمية ثانية مع لغة ماورية ولغة الإشارة النيوزيلندية، انظر أيضًا انجليزية نيو زيلاندا)
  -  بالاو (لغة رسمية ثانية مع Palauan)
  -  بابوا غينيا الجديدة (لغة رسمية ثانية مع لغة توك بيسين وهيري موتو)
  -  جزر سليمان (اللغة الرسمية)
  -  فانواتو (لغة رسمية ثانية مع لغة بسلاما واللغة الفرنسية)
- Dependent Entities
  -  ساموا الأمريكية (لغة رسمية ثانية مع اللغة الساموية)
  -  إقليم المحيط الهندي البريطاني (de facto)
  -  أنغويلا (اللغة الرسمية)
  -  برمودا (اللغة الرسمية)
  -  جزر العذراء البريطانية (اللغة الرسمية)
  -  جزر كايمان (اللغة الرسمية)
  -  جزيرة كريسماس (اللغة الرسمية)
  -  جزر كوك (لغة رسمية ثانية مع Cook Islands Māori)
  -  جزر فوكلاند (اللغة الرسمية)
  -  جبل طارق (اللغة الرسمية)
  -  غوام (لغة رسمية ثانية مع لغة تشاموروية)
  -  غيرنزي (اللغة الرسمية)
  -  هونغ كونغ (لغة رسمية ثانية مع لغة صينية)
  -  جزيرة مان (اللغة الرسمية)
  -  جيرزي (اللغة الرسمية)
  -  مونتسرات (اللغة الرسمية)
  -  جزيرة نورفولك (لغة رسمية ثانية مع Norfuk)
  -  جزر ماريانا الشمالية (لغة رسمية ثانية مع لغة تشاموروية وCarolinian)
  -  جزر بيتكيرن (لغة رسمية ثانية مع البتكرنية)
  -  بورتوريكو (لغة رسمية ثانية مع اللغة الإسبانية)
  -  سانت هيلين (اللغة الرسمية)
  -  جورجيا الجنوبية وجزر ساندويتش الجنوبية (اللغة الرسمية)
  - قالب:TCA/شرح (اللغة الرسمية)
  -  جزر العذراء الأمريكية (اللغة الرسمية)

#### لغة فاروية
- جزر فارو (لغة رسمية ثانية مع اللغة الدنماركية)
- الدنمارك (not لغة رسمية)

#### اللغة الفريزية
- الدنمارك (أقلية)
- ألمانيا (لغة رسمية أقلية معترف بها)
- هولندا (لغة أقلية في فريزلاند)

#### اللغة الألمانية
- أوروبا
  -  النمسا (اللغة الرسمية)

Map of the German-speaking world

  -  بلجيكا (لغة رسمية مع اللغة الهولندية واللغة الفرنسية)
  -  جمهورية التشيك (أقلية)
  -  الدنمارك (أقلية)
  -  ألمانيا (اللغة الرسمية)
  -  فرنسا (أقلية في ألزاس ولورين (منطقة))
  -  المجر (لغة رسمية ثانية مع لغة مجرية في مدينة سوبرون)
  -  إيطاليا (لغة رسمية ثانية مع لغة إيطالية في مقاطعة بولسانو)
  -  ليختنشتاين (اللغة الرسمية)
  -  لوكسمبورغ (لغة رسمية ثانية مع اللغة الفرنسية واللغة اللوكسمبورغية)
  -  بولندا (لغة رسمية ثانية في محافظة أوبولي)
  -  رومانيا (أقلية)
  -  روسيا (أقلية)
  -  سويسرا (لغة رسمية ثانية مع اللغة الفرنسية واللغة الإيطالية)
  -   الفاتيكان (لغة رسمية مع لغات أخرى، لغة الحرس السويسري)
- Other countries
  -  الأرجنتين (أقلية)
  -  البرازيل (أقلية)
  - (بالكازاخية: ) (أقلية)
  -  المكسيك (أقلية)
  -  ناميبيا (لغة رسمية ثانية)
  -  الولايات المتحدة (أقلية)[1]

#### لغة آيسلندية
- آيسلندا (اللغة الرسمية)
- الدنمارك (أقلية)

#### Low Saxon
- ألمانيا (لغة إقليمية معترف بها)
- هولندا (لغة إقليمية متعرف بها)

#### لغة نرويجية
- النرويج (لغة رسمية، في مناطق سفالبارد وجان ماين)

#### اللغة الاسكتلندية
- اسكتلندا (أقلية في اسكتلندا)
- أيرلندا (أقلية في إيرلندا)

#### لغة سويدية
- السويد (اللغة الرسمية)
- فنلندا (لغة رسمية ثانية مع اللغة الفنلندية).
- آلاند (اللغة الرسمية)
- إستونيا (أقلية)

### اللغة اليونانية
- اليونان (اللغة الرسمية)
- قبرص (لغة رسمية ثانية مع اللغة التركية)
- ألبانيا (أقلية)
- مقدونيا (أقلية)
- روسيا (أقلية)
- أوكرانيا (أقلية)
- تركيا (أقلية)
- إيطاليا (أقلية)
- أرمينيا (أقلية)
- رومانيا (أقلية)
- المجر (أقلية)
- سوريا (أقلية)

### لغات إيرانية

#### لغة بلوشية
- أفغانستان (أقلية ذات أهمية في بلوشستان (أفغانستان)
- إيران (أقلية ذات أهمية في سيستان وبلوتشستان (محافظة))
- باكستان (أغلبية في بلوشستان (باكستان))
- الإمارات العربية المتحدة (أقلية)

#### اللغة الفارسية
- أفغانستان (لغة رسمية ثانية كلغة درية، مع لغة بشتوية)
- البحرين (أقلية)
- ألمانيا (أقلية)
- إيران (اللغة الرسمية)
- العراق (أقلية ذات أهمية)
- باكستان (أقلية)
- قطر (أقلية)
- روسيا (أقلية)
- طاجيكستان (لغة رسمية، مثل اللغة الطاجيكية)
- الإمارات العربية المتحدة (أقلية)
- الولايات المتحدة (أقلية)
- أوزبكستان (أقلية)

##### لغة طاجيكية
- أفغانستان (significant أقلية)
- إيران (أقلية)
- كازاخستان (أقلية)
- قرغيزستان (أقلية)
- باكستان (أقلية)
- طاجيكستان (اللغة الرسمية)
- أوزبكستان (أقلية ذات أهمية)
- الصين (أقلية)
- تركمنستان (أقلية)
- روسيا (أقلية)

#### لغة كردية
- أرمينيا (أقلية معترف بها)
- إيران (إقليمية)
- العراق (اقلية ذات اهمية)
- سوريا (أقلية ذات أهمية)
- تركيا (أقلية ذات أهمية)

#### لغة مازندرانية
- إيران (لغة غير رسمية، فيمازندران (محافظة))

#### لغة بشتوية
- أفغانستان (لغة رسمية ثانية مثل اللغة البشتوية)، مع اللغة الدرية)
- إيران (أقلية)
- باكستان (أقلية ذات أهمية، اللغة الثانية المحكية بعد اللغة البنجابية)
- الإمارات العربية المتحدة (أقلية)
- الهند (أقلية)

### لغات هندية آرية

#### لغة أنغيكا
- كمبوديا (أقلية)
- الهند (أغلبية في Anga، أقلية في بقية الدولة)
- لاوس (أقلية)
- ماليزيا (أقلية)
- نيبال (أقلية)
- فيتنام (أقلية)

#### اللغة الآسامية
- بنغلاديش (أقلية)
- بوتان (أقلية)
- الهند (لغة رسمية مع اللغات الرسمية الـ 21 الأخرى المعروفة في الهند)
- المملكة المتحدة (أقلية)
- الولايات المتحدة (أقلية)

#### اللغة العوضي
- بوتان (أقلية)
- الهند (أغلبية في أتر برديش، يتحدث بها أقليات في بيهار وماديا براديش ودلهي)

#### لغة بنغالية
- بنغلاديش (اللغة الرسمية)
- الهند (لغة رسمية، مع [[اللغات الرسمية الأخرى في بنغال الغربية، ترايبورا، أقلية في آسام، بيهار، جهارخاند، أوديشا)
- المملكة المتحدة (أقلية)
- الولايات المتحدة (أقلية)
- السعودية (أقلية)
- الإمارات العربية المتحدة (أقلية)
- سيراليون (لغة رسمية، مع اللغة الإنجليزية)
- سلطنة عمان (أقلية)
- أستراليا (أقلية)
- جنوب أفريقيا (أقلية)
- كوريا الجنوبية
- اليابان (أقلية)
- قطر (أقلية)
- البحرين (أقلية)
- الكويت (أقلية)
- كندا (أقلية)
- ماليزيا (أقلية)
- إيطاليا (أقلية)
- سنغافورة (أقلية)
- المالديف (أقلية)
- نيبال (أقلية)
- باكستان (أقلية، غالباً في كراتشي)

#### لغة بهيلي
- الهند (أقلية)

#### بوجبوري
- فيجي (أقلية)
- غيانا (أقلية)
- الهند (في بيهار، جهارخاند، وأتر برديش)
- موريشيوس (أقلية)
- نيبال (أقلية)
- المملكة المتحدة (أقلية)
- سورينام (أقلية)
- ترينيداد وتوباغو (أقلية)
- سيشل (أقلية)
- جنوب أفريقيا (أقلية)
- أستراليا (أقلية)

#### Bishnupriya Manipuri
- الهند (أقلية، غالباً ما تجدها في مانيبور، آسام وترايبورا)
- بنغلاديش (أقلية)
- بورما (أقلية)

#### لغة تشاكما
- بنغلاديش (أقلية، غالباً ما تجدها في محافظة تشيتاغونغ)
- الهند (أقلية، غالباً ما تجدها في ترايبورا، ميزورام، أروناجل برديش)

#### تشهاتيسجارية
- الهند (majority in تشاتيسغار، أقلية في ماديا براديش، أوديشا، وبيهار)

#### التشيتاغنغية
- بنغلاديش (أقلية صغيرة، لغة الأغلبية في محافظة تشيتاغونغ في بنغلاديش)
- بورما (أقلية، غالباً ما يتحدث بها في راخين ويانغون)
- سلطنة عمان (أقلية)
- السعودية (أقلية)
- الإمارات العربية المتحدة (أقلية)
- قطر (أقلية)
- البحرين (أقلية)
- الكويت (أقلية)
- باكستان (أقلية، غالباً ما يتحدث بها في كراتشي)
- المملكة المتحدة (أقلية)
- الولايات المتحدة (أقلية)

#### ديفهي
- الهند (في لكشديب)
- المالديف (اللغة الرسمية)

#### لغة دوغري
- باكستان (في البنجاب (باكستان)، وآزاد كشمير)
- الهند (في جامو وكشمير وبنجاب (الهند) وهيماجل برديش))

#### لغة دومرية
- مصر (أقلية)
- الهند (أقلية)
- إيران (أقلية صغيرة)
- العراق (أقلية)
- باكستان (أقلية)
- ليبيا (أقلية)
- سوريا (أقلية)
- تركيا (أقلية)
- فلسطين (أقلية)
- فلسطين (أقلية)
- أفغانستان (أقلية)
- بنغلاديش (أقلية)
- الأردن (أقلية)
- العراق (أقلية)
- تونس (أقلية)
- لبنان (أقلية)
- أوزبكستان (أقلية)
- روسيا (أقلية)
- أرمينيا (أقلية)
- أذربيجان (أقلية)
- جورجيا (أقلية)
- الجزائر (أقلية)
- تركمنستان (أقلية)
- السودان (أقلية)
- كازاخستان (أقلية)
- طاجيكستان (أقلية)
- الكويت (أقلية)
- قرغيزستان (أقلية)
- المغرب (أقلية)

#### لغة غوجاراتية
- أستراليا (أقلية)
- كندا (أقلية صغيرة)
- الهند (لغة رسمية في غوجارات)
- باكستان (أقلية صغيرة)
- جنوب أفريقيا (أقلية صغيرة)
- كينيا (أقلية)
- تنزانيا (أقلية)
- أوغندا (أقلية)
- المملكة المتحدة (أقلية صغيرة)
- الولايات المتحدة (أقلية صغيرة)
- زيمبابوي (أقلية)

#### لغة هاجونغية
- الهند (أقلية، يتمركز الناطقون بها في مناطق آسام وميغالايا وأروناجل برديش وبنغال الغربية)
- بنغلاديش (أقلية)

#### Halbi
- الهند (تنتشر في مناطق ماديا براديش وتشاتيسغار وأندرا برديش)